# Leo Skrbenský von Hříště

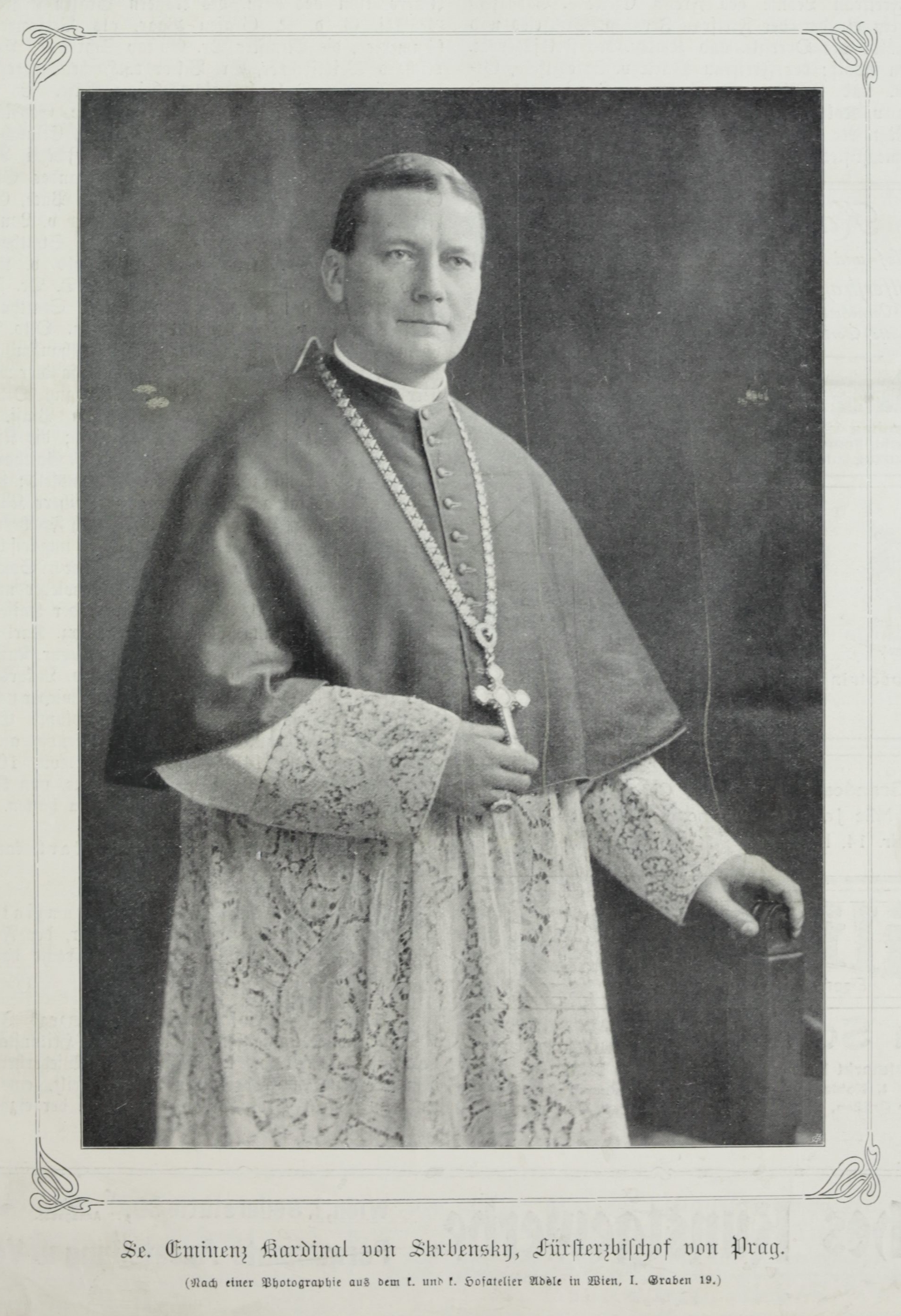
Der Fürsterzbischof und Kardinal (~1910)

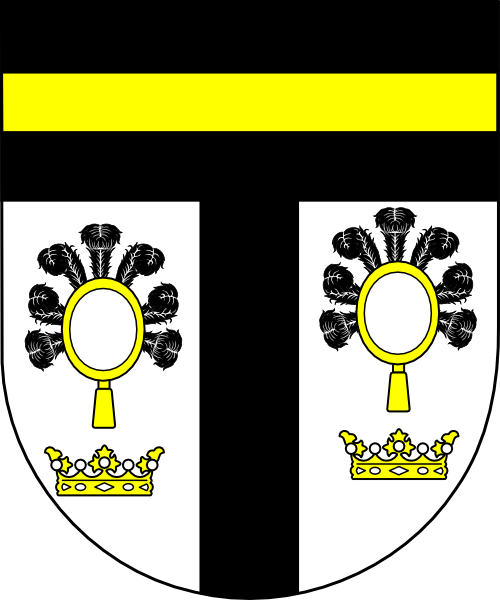
Wappenschild Leo Skrbenský von Hříště des Erzbischofs von Prag

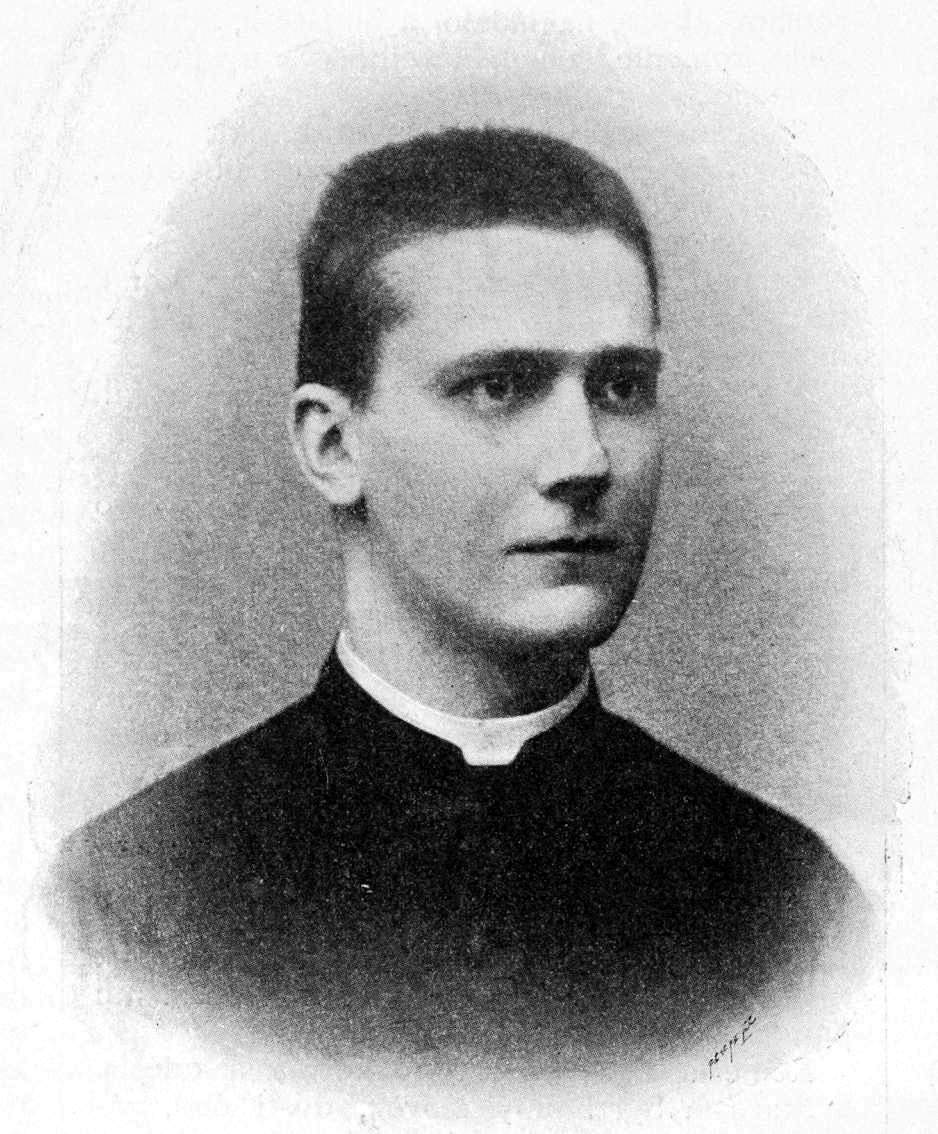
Lev Skrbenský z Hříště als Priester (um 1899)

Leo Kardinal Skrbenský von Hříště, tschechisch Lev Skrbenský z Hříště (* 12. Juni 1863 in Hausdorf, Mähren; † 24. Dezember 1938 in Dlouhá Loučka, Bezirk Olmütz) war ein tschechischer römisch-katholischer Erzbischof von Prag und später Erzbischof von Olmütz.

## Leben
Seine Eltern waren der K. u. K. Major Freiherr Philipp Skrbensky von Hriste (1830–1908) und Leonie Freiin Czeike von Badenfeld (1838–1911). Zwei seiner Schwestern heirateten Militärs, Irene Skrbensky von Hříště (1861–1945) den K. u. K. Generalmajor Adolf Freiherr von Stillfried und Rathenitz, Marie (1864–1943) den K. u. K. Kammerherr sowie Feldmarschall-Lt. i. R. Matz Graf von Spiegelfeld. Die jüngste Schwester Anna war Ehren-Stiftsdame in Brünn, sie starb zum Kriegsende 1945. Sein Bruder Hans Skrbensky von Hříště (1868–1954) war zuletzt K. u. K Kammerherr und Oberst i. R. Der im Mai 1945 ermordete Schriftsteller und Gutsbesitzer Leo-Heinrich Skrbensky von Hříště war dessen Sohn und somit der Neffe des Leo Skrbenský von Hříště.
Leo Skrbenský von Hříště besuchte das erzbischöfliche Gymnasium in Kremsier, studierte 1882–1884 Rechtswissenschaften an der Universität Innsbruck und ab 1885 Theologie am Olmützer Priesterseminar, wo er 1889 die Priesterweihe empfing. Das nachfolgende Studium an der päpstlichen Universität Gregoriana schloss er 1892 mit dem Grad eines Dr. iur. can. ab.
Neben dem Studium in Rom wirkte er als einer von vielen Priestern aus Böhmen und Mähren als Kaplan am Anima-Kolleg. Nach der Rückkehr in seine Heimat war er zunächst als Seelsorger in Mähren tätig. 1896 wurde er Kanoniker und 1898 Propst von Kremsier sowie Domherr in Olmütz.
Kaiser Franz Joseph I. ernannte ihn 1899 zum Nachfolger des verstorbenen Prager Erzbischofs Franziskus Graf Schönborn. Die Bischofsweihe spendete ihm am 6. Januar 1900 Theodor Kohn, Erzbischof von Olmütz; Mitkonsekratoren waren Martin Josef Říha, Bischof von Budweis, und Ferdinand Johann Nepomuk Kalous, Weihbischof in Prag. Ein Jahr später, am 15. April 1901, wurde er von Papst Leo XIII. zum Kardinal erhoben und bekam die Titelkirche Santo Stefano al Monte Celio zugewiesen. Sein bischöfliches Wirken war jedoch überschattet von dem schwelenden Nationalitätenkonflikt, zumal er im Ruf eines österreichisch gesinnten Aristokraten stand, der vom Wiener Kaiserhof gefördert wurde.
1904 gründete der tschechische katholische Klerus eine reformkatholische Landesvereinigung, die von den Bischöfen gefördert wurde, und die sich u. a. gegen den österreichischen Einfluss in Kirchenfragen wandte. Trotzdem gelang es Leo Skrbenský von Hříště nicht, die bestehenden Spannungen zu beseitigen.
Auf Wunsch der Wiener Regierung wurde er 1916 vom Olmützer Domkapitel zum Nachfolger des verstorbenen Erzbischofs und Kardinals Franziskus von Sales Bauer gewählt und im selben Jahr mit Zustimmung des Papstes nach Olmütz versetzt. Nach der Errichtung der Tschechoslowakei 1918 fand er als österreichisch gesinnter Bischof auch in Olmütz wenig Zustimmung. Wohl deshalb resignierte er 1920 auf sein Amt. Nach seinem Tod 1938 auf Schloss Dlouhá Loučka wurde er im Wenzelsdom, der Olmützer Kathedrale, beigesetzt. Er war seit 1928 Kardinalprotopriester und bei seinem Tod der letzte verbliebene Kardinal, der von Papst Leo XIII. kreiert worden war.